# La Thiérache
La Thiérache, est un hebdomadaire du groupe Sogemedia. Il paraît chaque semaine le jeudi sauf si le jeudi est un jour férié, il paraît le mercredi. Il est diffusé dans l'Aisne, plus précisément en Thiérache sauf dans les cantons d'Aubenton et d'Hirson. Le journal compte trois éditions : Vervins, La Capelle et Guise. Il traite chaque semaine l'actualité locale, dans les villes mais aussi les plus petites communes du département. Son bureau est installé à Vervins.

## Historique
"La Thiérache" a été créé en 1964 à l'initiative des organisations agricoles du département et de personnes désireux de faire reconnaître l'identité de la région. Celui-ci était dirigé à l'époque par Jean-Pierre Prevot qui était le directeur de la Maison de l'agriculture à Laon. Pierre Romagny était le rédacteur en chef. Le journal est repris par le groupe Sogémédia en 1977. "La Thiérache" s'est vite imposée comme l'hebdomadaire local de Vervins, des cantons de Marle, de Rozoy-sur-Serre, et de la Thiérache sauf le canton d'Hirson et d'Aubenton où le journal est "Le Courrier d'Hirson - La Gazette" qui appartient aussi à Sogemedia depuis 1987. Le 23 avril 2009, La Thiérache lance son site internet.

## Aujourd'hui
Le journal appartient au Groupe Sogemedia par sa filiale L'Observateur S.A.S basée à Avesnes-sur-Helpe. En 2021, le journal était diffusé à 4 398 exemplaires.